# پسرخوانده (بازی ویدیویی)
پسرخوانده یک بازی ویدئویی ایرانی در سبک استراتژی نوبتی (Turn-Based Strategy) است که توسط استودیو پاییزان در مرداد ۱۳۹۶ برای پلتفرم اندروید ساخته و منتشر شده است و هم‌اکنون نیز بر روی پلتفرم آی‌او‌اس و ویندوز نیز قابل اجرا می‌باشد. این بازی یکی از موفق‌ترین و پرطرفدارترین عناوین استراتژیک ایرانی است که تاکنون بیش از ۲۰ میلیون بار در پلتفرم‌های مختلف دانلود شده و توانسته جایگاه ویژه‌ای در میان علاقه‌مندان به بازی‌های موبایلی پیدا کند. پسرخوانده به جز ایران، با عنوان Mafioso در چندین کشور دیگر از جمله روسیه نیز دارای کاربر فعال است.
فضای این بازی برگرفته از جنگ بین خاندان‌های مافیایی است و بازیکنان را به دنیای مافیا می‌برد. جایی که باید تیمی از قهرمانان با توانایی‌های منحصر به فرد تشکیل دهند و با استفاده از استراتژی و البته کمی اتکا به شانس در مبارزات دشمنان را شکست دهند و بزرگترین خانواده مافیایی را تشکیل دهند.

## گیم‌پلی
گیم‌پلی کلی
پایه بازی براساس یک مبارزه نوبتی بین دو بازیکن است که هرکدام از آنها برای حضور در این مبارزه، یک تیم با ۳ قهرمان از مجموعه قهرمانان بازی تشکیل داده و به مبارزه با هم می‌پردازند. هدف نهایی هر بازیکن، نابودی کامل تیم حریف است و برای پیروزی باید ۳ قهرمان تیم حریف را بکشد. به ازای کشته‌شدن هر یک از قهرمانان حریف، بازیکن یک کلاه می‌گیرد. در صورتیکه بعد از ۱۵ نوبت هیچکدام از دو بازیکن موفق به نابودی صددرصدی حریف و کسب ۳ کلاه نشوند، برنده کسی است که تعداد کلاه‌های بیشتری داشته باشد و اگر تعداد کلاه‌ها مساوی باشد، بازی مساوی اعلام و بدون برنده و بازنده اتمام می‌یابد. (برخلاف کلش رویال این بازی تساوی‌شکن ندارد.)
هر قهرمان در این بازی دارای سه کارت است که به توانایی‌های آن قهرمان شناخته می‌شود و هرکدام از این توانایی‌ها ویژگی و کارکرد منحصر به فردی دارد که هر قهرمان را با دیگر قهرمان‌ها متمایز می‌کنند. در واقع هر بازیکن در هر مبارزه، مجموعاً ۹ کارت توانایی دارد و بازی با اعمال توانایی‌های قهرمان‌ها پیش می‌رود و این توانایی‌ها قابلیت آسیب‌زدن، درمان‌کردن و دفاع‌کردن را به بازیکنان می‌دهند. بازیکن برای اجرای هر کارت، ابتدا باید آن را انتخاب کند و سپس هدفی که می‌خواهد کارت روی آن اعمال شود را انتخاب می‌کند. اهداف می‌تواند قهرمان‌های حریف، قهرمان‌های خودی و یا قبرهای داخل زمین باشد. (وقتی قهرمانی در حین بازی می‌میرد، در همانجا سنگ قبرش پدید می‌آید.)
برای اجرای هر کارت باید شروط زیر برقرار باشد:
برای اجرای هر کارت باید شروط زیر برقرار باشد:
۱- قهرمان زنده باشد؛ اولین شرط استفاده کردن از هر کارت، زنده بودن قهرمان مربوط به آن است، اگر در حین مبارزه قهرمانی بمیرد، هر ۳ کارت آن قهرمان از دست می‌رود و بازیکن باید با کارت‌های قهرمان‌های زنده‌اش به مبارزه ادامه دهد.
۲- کارت قفل نباشد؛ در حین بازی و بر اثر بعضی توانایی‌ها، ممکن است کارتی قفل بشود که این امر باعث می‌شود آن کارت برای بازیکن قابل بازی نباشد. بعضی از قفل‌ها موقت هستند و بعد از چند نوبت از بین می‌روند اما بعضی از قفل‌ها دائمی هستند و اجازه بازی آن کارت را تا پایان مبارزه به بازیکن نمی‌دهد.
۳- هدف کارت در بازی وجود داشته باشد؛ اگر اهدافی که کارت مورد نظر فقط روی آنها قابلیت اعمال شدن را دارد در بازی نباشد یا کارکرد کارت به نحوی است که قابلیت اجرا ندارد و یا کارت از ویژگی مخفیانه استفاده می‌کند و تیم حریف یا خودی فقط یک قهرمان زنده دارند، آن کارت قابل استفاده نیست.
۴- انرژی مورد نیاز کارت فراهم باشد؛ در ابتدای هر نوبت به بازیکن مقداری انرژی داده می‌شود که در نوار انرژی قابل مشاهده است، هر کارت برای اجرا شدن نیاز به مقداری انرژی دارد و وقتی از آن کارت استفاده شود، انرژی مورد نیاز آن از نوار انرژی کاسته می‌شود. اگر انرژی مورد نیاز یک توانایی تأمین نباشد، نمی‌توان آن را اجرا کرد. (حداکثر انرژی هر بازیکن در هر نوبت ۱۰ واحد است که در نوبت‌های اول انرژی دریافتی بازیکن کمتر از ۱۰ می‌باشد.)
کارت اول و دوم هر قهرمان درصورت برقرار بودن شروط بالا، قابل اجرا می‌باشند. اما برای اجرای کارت سوم هر قهرمان که معروف به توانایی ویژه است، علاوه بر اینکه باید ۴ شرط گفته شده برقرار باشد، باید نوار خشم تیم هم ۱۰۰٪ پر شود. این نوار خشم براساس برآیند مقدار خشم تعریف‌شدهٔ ۳ قهرمان تیم در ابتدای هر دست به صورت تدریجی پر می‌شود. بعضی قهرمان‌ها که خشم بیشتری دارند، باعث می‌شوند این نوار زودتر پر شود. وقتی بازیکن از کارت سوم یک قهرمان یا همان توانایی ویژه استفاده می‌کند، علاوه بر مصرف انرژی مورد نیاز کارت، نوار خشم را هم کامل خالی می‌کند و برای استفاده مجدد از آن کارت یا کارت سوم قهرمان دیگری، دوباره باید منتظر پر شدن نوار خشم بماند.

نوبت هر بازیکن در ۴ حالت تمام می‌شود:
۱- نبود کارت قابل استفاده یا هدف آن؛ وقتی بازیکن تمامی کارت‌هایش غیرقابل استفاده باشد. (به دلایلی همچون تمام شدن یا کمبود انرژی، قفل بودن کارت، موجود نبودن هدف کارت)
۲- رد نوبت؛ بازیکن براساس استراتژی‌اش تصمیم می‌گیرد باقی انرژی‌اش را مصرف نکند و دکمه رد نوبت را می‌زند.
۳- اتمام زمان؛ هر بازیکن ۶۰ ثانیه وقت دارد که استراتژی مدنظرش را در مبارزه پیاده کند و اگر این زمان تمام شود، نوبتش تمام می‌شود، حتی اگر کارت قابل استفاده در اختیار داشته باشد. (اگر در یک نوبت حتی از ۱ واحد انرژی استفاده نشود، در نوبت‌های بعدی مقدار زمان از ۶۰ ثانیه کمتر می‌شود تا زمانیکه دوباره بازیکن انرژی مصرف کند.)
۴- پایان یافتن مبارزه؛ هر جای نوبت که مبارزه با نابودی کامل یکی از طرفین به پایان برسد، نوبت اتمام می‌یابد.
*به جز حالت چهارم، در باقی حالات بعد از اتمام نوبت بازیکن اول، بلافاصله نوبت بازیکن دوم شروع می‌شود.

مبارزه در ۳ حالت تمام می‌شود:
۱- تیم یکی از بازیکنان به طور کامل نابود شود و بازیکن رقیب به کلاه سوم برسد.
۲- هر دو تیم همزمان نابود شوند و هر دو بازیکن به ۳ کلاه و نتیجه ۳-۳ برسند. (این حالت بر اثر بعضی از توانایی‌های خاص اتفاق می‌افتد.)
۳- ۱۵ نوبت مبارزه اتمام یابد.

## قهرمان‌ها
| بازه زمانی            | سطح کل | سلامتی | توانایی اول | توانایی دوم | توانایی ویژه |
| --------------------- | ------ | ------ | ----------- | ----------- | ------------ |
| اسفند ۱۴۰۲-اکنون      | ۱۰۰    | ۷      | ۱۸          | ۱۸          | ۱۲           |
| مرداد ۱۳۹۶-اسفند ۱۴۰۲ | ۱۰۰    | ۶      | ۱۵          | ۱۵          | ۱۰           |

*در به‌روزرسانی اسفند ۱۴۰۲، سطح نهایی سلامتی و توانایی‌ها در بازی به میزان گونانون ارتقا یافت.
| ردیف | قهرمان           | قدرت تدافعی | قدرت پشتیبانی | تاریخ ورود    |
| ---- | ---------------- | ----------- | ------------- | ------------- |
| ۱    | چنگیز انفرادی    |             |               | مرداد ۱۳۹۶    |
| ۲    | شهین تکتیر       |             |               | مرداد ۱۳۹۶    |
| ۳    | شعبون خونخوار    |             |               | مرداد ۱۳۹۶    |
| ۴    | تقی پاسبون       |             |               | مرداد ۱۳۹۶    |
| ۵    | کامبیز پستونک    |             |               | مرداد ۱۳۹۶    |
| ۶    | شاپور گاوکش      |             |               | مرداد ۱۳۹۶    |
| ۷    | داوود کپسولی     |             |               | مرداد ۱۳۹۶    |
| ۸    | ساسان تکخور      |             |               | مرداد ۱۳۹۶    |
| ۹    | دکتر جمشید       |             |               | مرداد ۱۳۹۶    |
| ۱۰   | قباد آمپولی      |             |               | مرداد ۱۳۹۶    |
| ۱۱   | حشمت لوتی        |             |               | مرداد ۱۳۹۶    |
| ۱۲   | اسی شپش          |             |               | مرداد ۱۳۹۶    |
| ۱۳   | کریم سوسکی       |             |               | مرداد ۱۳۹۶    |
| ۱۴   | مهناز بهداشتی    |             |               | مرداد ۱۳۹۶    |
| ۱۵   | ننجون            |             |               | مرداد ۱۳۹۶    |
| ۱۶   | قبرکن            |             |               | شهریور ۱۳۹۶   |
| ۱۷   | شراره کینه‌توز    |             |               | دی ۱۳۹۶       |
| ۱۸   | سوسن چارسو       |             |               | اسفند ۱۳۹۶    |
| ۱۹   | تورج معکوس       |             |               | اسفند ۱۳۹۶    |
| ۲۰   | مه‌پیکر           |             |               | اردیبهشت ۱۳۹۷ |
| ۲۱   | زامبولی          |             |               | خرداد ۱۳۹۷    |
| ۲۲   | فری خرشوت        |             |               | مرداد ۱۳۹۷    |
| ۲۳   | اژدر ناکوت       |             |               | مهر ۱۳۹۷      |
| ۲۴   | افسون استوار     |             |               | دی ۱۳۹۷       |
| ۲۵   | کمیسر کیومرث     |             |               | بهمن ۱۳۹۷     |
| ۲۶   | تاکایا تاتسو     |             |               | اسفند ۱۳۹۷    |
| ۲۷   | زینت دلربا       |             |               | اردیبهشت ۱۳۹۸ |
| ۲۸   | هیفا کژدم        |             |               | مرداد ۱۳۹۸    |
| ۲۹   | خلیل جنی         |             |               | دی ۱۳۹۸       |
| ۳۰   | منوچ جفت‌شیش      |             |               | شهریور ۱۳۹۹   |
| ۳۱   | بیژن سربه‌زیر     |             |               | اسفند ۱۳۹۹    |
| ۳۲   | هوشنگ فلش‌بنگ     |             |               | اسفند ۱۳۹۹    |
| ۳۳   | چن‌لی             |             |               | مهر ۱۴۰۰      |
| ۳۴   | سرمه تک‌چشم       |             |               | خرداد ۱۴۰۱    |
| ۳۵   | طلعت بدطینت      |             |               | اسفند ۱۴۰۱    |
| ۳۶   | پروفسور بالزامیک |             |               | اسفند ۱۴۰۲    |
| ۳۷   | باباجان          |             |               | تیر ۱۴۰۳      |
| ۳۸   | یاور             |             |               | اسفند ۱۴۰۳    |
| ۳۹   | عمه کتی          |             |               | اردیبهشت ۱۴۰۴ |

## سازندگان
| سمت                          | عوامل            |
| ---------------------------- | ---------------- |
| کارگردان و طراح بازی         | محمد زهتابی      |
| کارگردان فنی                 | سیاوش جعفرزاده   |
| انیماتور و طراح جلوه‌های بصری | رامین لامیان     |
| انیماتور و طراح جلوه‌های بصری | محمدرضا جوافشان  |
| انیماتور و طراح جلوه‌های بصری | محمد تیرگر       |
| برنامه‌نویسان                 | امیر خاوری       |
| برنامه‌نویسان                 | محمدرضا امینی    |
| برنامه‌نویسان                 | سیاوش نجفی       |
| تصویرگران                    | عرفان نوروزی     |
| تصویرگران                    | امیر عامری       |
| تصویرگران                    | سعید حسنی        |
| تصویرگران                    | سینا معصومی      |
| تصویرگران                    | حمیدرضا شریعت    |
| تصویرگران                    | جاوید سلطانی     |
| مدیر تولید                   | میلان دلاوری     |
| طراحان بازی                  | سروش حسینی       |
| طراحان بازی                  | فرید عطارزاده    |
| طراحان بازی                  | ایمان حسن‌زاده    |
| طراحان بازی                  | رضا لیاقت        |
| طراحان بازی                  | هدی پیشوا        |
| طراحان بازی                  | حسین محمدی       |
| طراحان بازی                  | آرش فریدی        |
| طراحان بازی                  | شایان صدرالاسلام |
| طراحان بازی                  | شروین مهربان     |
| موسیقی                       | شهریار شافعی     |
| موسیقی                       | سیامک سلمام      |
| مدیر دوبلاژ                  | حسام صادقی‌نیکو   |
| صدابرداران                   | احمد کاظمیان     |
| صدابرداران                   | پویا صفا         |
| صدابرداران                   | شهریار شاکری     |
| صدابرداران                   | محمدحسین مظلومی  |

| صدابازیگر       | عنوان نقش‌ها                                             |
| --------------- | ------------------------------------------------------- |
| کوروش زارع‌پناه  | چنگیز، اسی، شعبون، کامبیز، قبرکن، فری، پروفسور، باباجان |
| حسام صادقی‌نیکو  | شاپور، تقی، دکتر، ساسان، اژدر، داوود، قباد، کریم، بلوا  |
| ندا آسمانی      | ننجون، شهین، مهناز                                      |
| میثم نیکنام     | حشمت، یاور                                              |
| سحر چوبدار      | شراره                                                   |
| ساناز غلامی     | سوسن                                                    |
| لیلا کوهسار     | مه‌پیکر                                                  |
| مهبد قناعت‌پیشه  | کمیسر                                                   |
| داریوش بشارت    | بیژن                                                    |
| شیدا زینی       | افسون                                                   |
| مینا مؤمنی      | زینت                                                    |
| عرفان هنربخش    | تاکایا                                                  |
| فرزاد شیرمحمدی  | خلیل                                                    |
| محسن سرشار      | منوچ                                                    |
| شهره روحی       | چن‌لی                                                    |
| امیررضا قلی‌نژاد | هوشنگ                                                   |
| دیانوش آصف‌وزیری | سرمه                                                    |
| آزاده اکبری     | طلعت                                                    |
| نگین خواجه‌نصیر  | عمه کتی                                                 |